# Smørumovre
Smørumovre er en by 2 kilometer vest for Smørumnedre i Nordsjælland med 227 indbyggere  (2025). Mellem udkanterne af Smørumovre og Smørumnedre er der ca. 500 meter. Byen tilhører Smørum Sogn, Egedal Kommune, Region Hovedstaden.

## Udvikling og karakter
Smørumovre omtales første gang i 1259 som Smørhem Major. [kilde mangler] Der er fundet spor af bebyggelse fra Vikingetiden i og omkring landsbyen. [kilde mangler] I århundreder var Smørumovre både større og mere betydningsfuld end Smørumnedre; dette ændrede sig med den kraftige udbygning af Smørumnedre i 1960’erne.
Landsbyen er stjerneudskiftet, og der er kun i begrænset omfang sket udflytning af gårde. De firelængede gårde ligger i det væsentlige som oprindeligt omkring den delvist ubebyggede forte med gadekær. Den gamle skolebygning og det tidligere krohus vidner om nu ophørte landsbyfunktioner. Bebyggelsen består primært af ældre gårde og landsbyhuse; enkelte nyere parcelhuse er opført som huludfyldninger. Bystrukturen er tæt omkring Bygaden og grønningen ved gadekæret, og der er fortsat kig mod det omgivende landskab. Store, gamle træer giver landsbyen et grønt præg.
Smørum Kirke er en romansk kirke opført omkring 1170 og senere udvidet; den ligger på østsiden af landsbyen.

## Skole og institutioner
Smørumovre fik egen skole i 1742; i 1860 opførtes en ny skolebygning på hjørnet af Smørum Nordre Gade med støtte fra godsejer F.W. Tutein fra Edelgave. Ved opførelsen af Centralskolen i Smørumnedre i 1959 blev den gamle skole taget i brug som kommunekontor og fungerer i dag som museum/foreningshus og lokalhistorisk arkiv.

## Bevaring og planlægning
Smørumovre er en velafgrænset landsby med velbevaret grundplan; stjerneudskiftningen er fortsat synlig i form af hegn og diger. Landsbyens karakteristiske hovedtræk – den oprindelige grundplan, bevaringsværdige bygninger, gadekær, den grønne forte og kig fra bymidten mod landskabet – søges bevaret. Landsbyen er udpeget som kulturmiljø og omfattet af bevarende lokalplan.
For at sikre lokale udbygningsmuligheder lægger kommuneplanen op til dialog med bylaug og grundejere om udvikling af op til tre grunde i Smørumovre (Smørumovre Bygade 1, 2 og 41) inden for en samlet ramme på ca. 8–10 boliger.

## Historie
Smørumovre omtales første gang den 11. november 1334 i formen Smørhøm og i Esrumbogen 26. juni 1347 som Øfræ Smørheem. Forleddet betyder "smør".
Smørumovre landsby bestod i 1682 af 15 gårde og 14 huse uden jord. Det samlede dyrkede areal udgjorde 578,7 tønder land skyldsat til 138,64 tønder hartkorn. Dyrkningsformen var trevangsbrug.

## Billeder
- Den gamle skole ved gadekæret i Smørumovre
- Smørum Kirke